# Pierino Bestetti
Pierino Bestetti (Pioltello, 12 december 1898 - Milaan, 3 januari 1936) was een Italiaans wielrenner.

## Carrière
In 1920 nam hij deel aan de ploegentijdrit op de Olympische Zomerspelen. De ploeg eindigde hier als vijfde. Zijn grootste zeges behaalde Bestetti in de Ronde van Italië; hij won in 1925 en 1926 een etappe.

## Belangrijkste overwinningen
1919
- Tre Valli Varesine

1922
- Coppa Cavacciocchi

1923
- Tour du Lac Léman

1924
- Ronde van Umbrië

1925
- 3e etappe Ronde van Italië

1926
- 10e etappe Ronde van Italië

## Resultaten in voornaamste wedstrijden
| Jaar | Ronde van Italië | Ronde van Frankrijk | Ronde van Spanje |
| ---- | ---------------- | ------------------- | ---------------- |
| 1917 |                  |                     |                  |
| 1918 |                  |                     |                  |
| 1921 |                  |                     |                  |
| 1922 |                  |                     |                  |
| 1923 | 12e              |                     |                  |
| 1924 |                  |                     |                  |
| 1925 | 7e (1)           |                     |                  |
| 1926 | 6e (1)           |                     |                  |
| 1927 |                  |                     |                  |
| 1928 |                  |                     |                  |
| 1929 |                  |                     |                  |
| 1931 |                  |                     |                  |

| Jaar | Milaan-San Remo | Parijs-Roubaix | Ronde van Lombardije |
| ---- | --------------- | -------------- | -------------------- |
| 1917 |                 |                | 13e                  |
| 1918 |                 |                | 14e                  |
| 1921 |                 |                | 21e                  |
| 1922 | 6e              |                | 14e                  |
| 1923 | 5e              |                | 7e                   |
| 1924 | 4e              |                | 7e                   |
| 1925 | 4e              | ↑              |                      |
| 1926 |                 |                |                      |
| 1927 | 49e             |                |                      |
| 1928 | 8e              |                |                      |
| 1929 | 9e              |                | 8e                   |
| 1931 | 92e             |                | 15e                  |